# Баји Роменвилије
Баји Роменвилије (фр. Bailly-Romainvilliers) је насељено место у Француској у региону Париски регион, у департману Сена и Марна.
По подацима из 2011. године у општини је живело 6884 становника, а густина насељености је износила 1108,53 становника/km².

## Демографија
| 1962. | 1968. | 1975. | 1982. | 1990. | 2011. |
| ----- | ----- | ----- | ----- | ----- | ----- |
| 232   | 245   | 371   | 402   | 609   | 6.884 |